# Can Xarbau
Can Xarbau és una masia de Maçanet de la Selva (Selva) inclosa a l'Inventari del Patrimoni Arquitectònic de Catalunya.

## Descripció
Masia articulada en dues plantes; en la planta baixa destaca sobretot el gran portal de llinda monolítica, conformant un arc pla, amb muntants de pedra. El dintell conté una inscripció “16 { 35”, és a dir la data d'origen de la construcció de la masia, més el símbol de Crist. A banda i banda, està flanquejada per una sèrie d'obertures d'escassa importància. Pel que fa al primer pis, trobem cinc obertures, les quals es poden classificar en dues tipologies diferents: per una banda, les tres centrals, són rectangulars, de llinda monolítica amb muntants de pedra. Mentre que per l'altra, les dues laterals, rectangulars l'emmarcament de les quals ha set resolt seguint la modalitat d'obra vista. Finalment, cal dir que la masia està coberta per una teulada a vessants a laterals o a dues aigües.

## Història
Aquest mas era domini directe de l'Abat de Breda si bé també tenia algues terres, el domini directe de les quals pertanyia a la Marquesa de Cartellà. Mitjançant el capbreu de Breda del 1818, podem veure com a la fi del segle xviii (1771-1789), aquest mas es va fragmentar a causa de cinc vendes de terres (18 vessanes en total) i 3 establiments (9 vessanes en total), fets per en Pere Xarabau. Al segle xix, la pubilla del mas, Maria Xarabau i Puig es va casar amb Salvador Fors i Costa; en morir aquest al 1865 es va fer l'inventari de la casa, a través del qual es pot saber que aleshores el mas constava de 160 vessanes de terra, de les quals 12 eren de cultiu, 2 de vinya, 1 d'erm i la resta de bosc de pins, roures, alzines i suros. A les darreries del segle xix o a començament del XX els Fors Xarabau van passar a viure a la vila de Maçanet i a la casa hi va anar la família Aymerich, que encara a finals dels anys vuitanta continuava treballant les terres.